# 鄧諾特城堡
鄧諾特城堡（英語：Dunnottar Castle），是位於英國蘇格蘭東北海岸斯通黑文的一座中世紀城堡遺跡，面積超過1.4公頃。現存的城堡建築大多修建於15世紀至16世紀。這座城堡憑藉其戰略位置而在蘇格蘭歷史上有著重要地位。現在鄧諾特城堡開放給公眾參觀，跡內有12座建築被列入登錄建築。

## 交通
邓诺特城堡附近有一个汽车站。

## 外部連結
- Dunnottar Castle homepage （页面存档备份，存于）
- Dunecht Estates homepage （页面存档备份，存于）
- Ghosts, History, Photographs and Paintings of Dunnottar Castle from Aboutaberdeen.com （页面存档备份，存于）
- Engraving of Dunottar in 1693 （页面存档备份，存于） by John Slezer at National Library of Scotland